# Vřesovice (district de Prostějov)
Pour les articles homonymes, voir Vřesovice.
Vřesovice (en allemand : Wresowitz) est une commune du district de Prostějov, dans la région d'Olomouc, en République tchèque. Sa population s'élevait à 585 habitants en 2023.

## Géographie
Vřesovice se trouve à 8 km au sud-sud-est de Prostějov, à 23 km au sud-sud-ouest d'Olomouc et à 210 km à l'est-sud-est de Prague.
La commune est limitée par Výšovice au nord et à l'est, par Pivín à l'est, par Dobromilice et Hradčany-Kobeřice au sud, et par Vranovice-Kelčice à l'ouest.

## Histoire
La première mention écrite de la localité date de 1356.

## Transports
Par la route, Vřesovice se trouve à 9,6 km de Prostějov, à 30 km d'Olomouc et à 260 km de Prague.